# Thalamegos

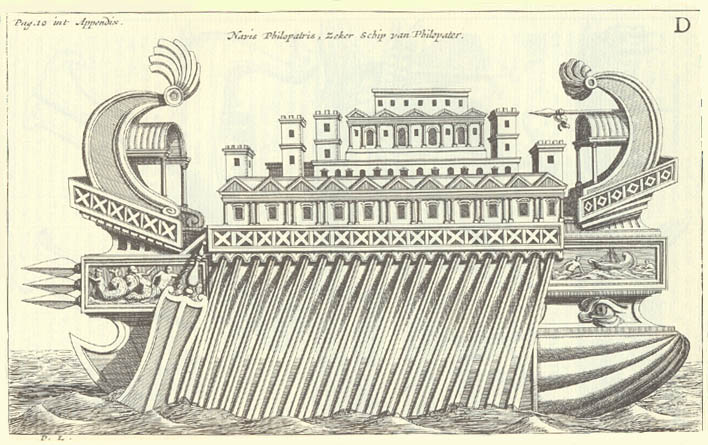
Teckning av Thalamegos av Nicolaes Witsen, 1671.

Thalamegos sägs ha varit ptolemaiernas stora stadsslup i antikens Egypten.
Den byggdes åt Ptolemaios IV Filopator och hans hustru Arsinoe III omkring 200 f.Kr.
Slupen hade två skrov, som en katamaran, och skall ha varit stor som ett krigsfartyg. Den  nästan hundra meter långa slupen  drevs av tre rader roddare. 
Slupen beskrivs av den hellenistiska författaren Kallixeinos från Rhodos som inredd med hytter och flera salonger på två däck. En av matsalarna var dekorerad i egyptisk stil och en annan hade pelare av indisk sten. På övre däck fanns ett altare tillägnat Afrodite och en stor sal med plats för tretton liggsoffor och en konstgjord grotta.